# Камрер
Камрер (швед. kamrer, фін. kamreeri) — вища посадова особа в завойованих шведами провінціях, що стежила за станом фінансових справ, перш за все за збором державних податків.
Слово «камрер» походить від класичного латинського слова camerarius «палатний», що своєю чергою походить від camera «палата, камера, приміщення, сховище».